# Schloss Ledenburg

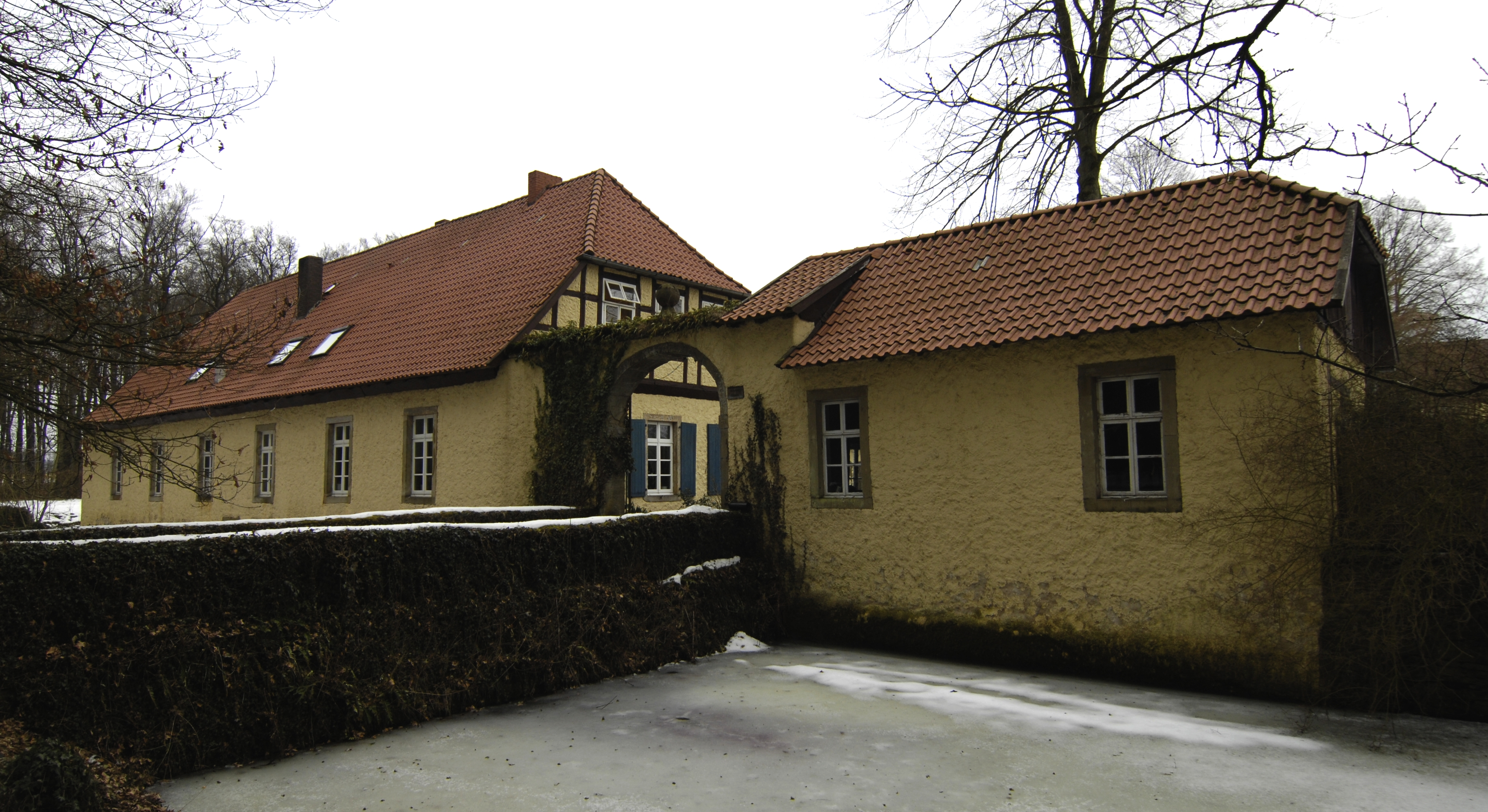
Torhaus der Anlage

Das Schloss Ledenburg ist ein vermutlich aus dem 15. Jahrhundert stammendes Wasserschloss im Gemeindegebiet von Bissendorf im niedersächsischen Landkreis Osnabrück.

## Geographische Lage
Das Schloss Ledenburg steht rund 500 m nordnordöstlich des Bissendorfer Ortsteils Nemden und etwa 500 m südlich der Bissendorfer Bauerschaft Halle. Etwas südöstlich vom bewaldeten Haller Berg (108,6 m) befindet es sich auf etwa 78 m ü. NHN am Hüppelbruchgraben, der den Schlossgraben und einen etwas unterhalb des Schlosses liegenden Teich speist, um direkt anschließend in die Hase zu münden.

## Geschichte
Schloss Ledenburg wurde vermutlich im 15. Jahrhundert nach Zerstörung der Holter Burg unter dem Namen Neue Burg Holte errichtet. Da diese Burg von der Familie Leden als Residenz genutzt wurde, erhielt sie später den Namen Schloss Ledenburg.
Die Frühzeit der Ledenburg ist weitgehend ungeklärt, da die Burg mitsamt dem dortigen Archiv 1618 zu Zeiten des damaligen Besitzers Jobst Christoph von Pladiese abgebrannt worden ist. Zu ihrem anderen Namen als „Neue Burg Holte“ gelangte sie, weil eine der letzten Angehörigen des Geschlechts von Holte in die Besitzer aus der Familie von Langen einheiratete. Vermutlich um 1350 wurde die erste Burg errichtet. Ungefähr 100 Jahre später gelangte sie an das Osnabrücker Geschlecht von Leden. Mit dem Aussterben der Familie von Leden ging es zeitweise an die Familie von Hammerstein über, die auch das Schloss Gesmold besaßen, seit 1622 war es Sitz der Freiherren von Grothaus, danach kam es 1776 an die Grafen von Münster. Seit 1951 befindet es sich im Besitz der Dissener Fabrikantenfamilie Homann.
Im Jahr 1618 wurde das Schloss bei einem Brand schwer beschädigt, es wurde in den Jahren 1618 bis 1627 wieder aufgebaut.

## Schlossanlage
Heute besteht das von Wassergräben umgebene Schloss Ledenburg aus zwei Flügeln des Haupthauses mit einem vorgebauten Turm. Westlich steht die aus Torhaus und Nebengebäuden gebildete Vorburg. Ein von massiven Konsolen getragener Sandsteinerker, der wohl zur Überwachung des Eingangs diente, stellt mit dem mit Pilastern geschmückten Eingang die einzige äußere Verzierung des Schlosses dar. Die Hauptburg wird von einer 15 m breiten Gräfte umschlossen, die gesamte Anlage von einem weiteren, 5–10 m breiten Wassergraben mit Futtermauer.
Im Inneren des Westflügels befindet sich eine elegante dreiläufige Treppe. Diese ist ein frühes norddeutsches Beispiel dieser damals neuen Treppenform, welche die Wendeltreppen der Weserrenaissance ablöste. Bemerkenswert sind auch ein mit Steinfiguren dekorierter Kamin sowie einige Porzellankachelöfen.

## Ledenburg-Sammlung
Auf Schloss Ledenburg wurde die so genannte Ledenburg-Sammlung aufbewahrt. Dabei handelt es sich um eine Sammlung historischer Dokumente, die im Jahr 2000 als Depositum im Niedersächsisches Landesarchiv (Abteilung Osnabrück) hinterlegt worden war. Diese Sammlung geht auf die Dichterin und Musikliebhaberin Eleonore von Grothaus zurück und umfasst u. a. ihre eigenen Gedichte sowie eine Musikaliensammlung aus dem 18. Jahrhundert. Unter den Musikalien befinden sich überwiegend Manuskripte, Drucke und Faksimiles von Werken deutscher und italienischer Komponisten für Viola da Gamba. Basierend auf den Forschungen des französischen Musikwissenschaftlers François-Pierre Goy konnte die Sammlung 2015 wiederentdeckt und erschlossen werden. Unter den Wiederentdeckungen befindet sich auch das Werk Zwölf Fantasien für Viola da Gamba solo von Georg Philipp Telemann, das als verschollen galt. Zudem enthielt die Sammlung Werke von Carl Friedrich Abel, Giuseppe Tartini, Giacomo Cervetto, Joan Baptista Pla, Pietro Castrucci, Filippo Ruge, Friedrich Schwindl, Johann Konrad Gretsch sowie anonyme Werke. Der deutsche Musikverlag Edition Güntersberg veröffentlichte 2016 einen Großteil der Werke der Ledenburg-Sammlung.